# Сома (Турция)
Сома (тур. Soma) — город и район на западе Турции в иле Маниса Эгейского региона.

## Расположение и население
Согласно переписи населения 2009 года, в районе проживает 101 011 человек, из которых 74 158 живут в границах города Сома. Весь район занимает территорию площадью 839 км² (324 квадратных миль), центр города лежит на высоте 161 метров (528 футов) над уровнем моря. Расположен на южном левом берегу реки Бакырчай, в 62 км от берега Эгейского моря (порт Дикили). Городские микрорайоны: Тургуталп или Зафер (запад), Онюч Эйлюль (север), Хюрриет (восток), Самсаджи (юг). Получил мировую известность 13 мая 2014 года, когда взрыв на шахте в Соме привёл к гибели нескольких сотен человек.

## Экономика
Основу экономики города составляет добыча бурого угля, а работающие на буром угле тепловые электростанции являются основной хозяйственной деятельности в регионе. Во время Первой мировой войны шахты были впервые открыты для производства. Качество угля в это время было описано как «очень плохое», поэтому бурый уголь использовался только как топливо для немецких поездов. Небольшая часть экспортировалась в Измир. В Соме также расположена ВЭС, имеющая 119 ветряных турбин с общей установленной мощностью 140,4 МВт, является одной из самых крупных ветровых электростанций Турции.